# I Want to Hold Your Hand
I Want to Hold Your Hand (с англ. — «Я хочу держать тебя за руку») — песня «The Beatles». Выпущена на пятом сингле группы 29 ноября 1963 года фирмой «Parlophone Records». Помимо заглавной композиции пластинка содержит песню «This Boy» на второй стороне.
К моменту выхода пластинки в Британии на неё было собрано более одного миллиона заказов. Первый тираж составил 700 тысяч экземпляров. 7 декабря «сорокапятка» возглавила национальный хит-парад и оставалась на этой позиции 4 недели. По итогам 1963 года сингл был признан вторым по популярности после «She Loves You», было распродано свыше 1 млн 250 тыс. копий. По данным компании EMI на январь 1968 года «I Want to Hold Your Hand» была продана в количестве 1 млн 509 тыс. штук.
26 декабря 1963 года американской фирмой «Capitol Records» был выпущен сингл с аналогичным названием. На обороте американской пластинки была записана песня «I Saw Her Standing There» с дебютного альбома.

## История песни
Впервые песня была выпущена на пластинке 29 ноября 1963 года в Великобритании. Выпуск в США состоялся 26 декабря 1963 года. С этой песней связан беспрецедентный успех The Beatles в США и начало так называемого британского вторжения. Причину популярности песни биограф The Beatles Хантер Дэвис объясняет тем, что задумывалась она как пародия на госпел. К моменту выхода песни на родине музыкантов в Европе уже вовсю бушевала битломания. Однако Америка оставалась неприступной твердыней для европейских звёзд. Первые записи The Beatles в Америке провалились. Отчасти это объясняется тем, что выпущены они были мелкими фирмами и тиражи были соответствующими.
Эпстайн решил договориться с филиалом «EMI», фирмой «Capitol Records», чтобы именно они выпустили «I Want to Hold Your Hand». Документы были подписаны, выпуск пластинки запланировали на 13 января 1964 года. Однако в середине декабря одноимённая английская пластинка попала в руки американских диск-жокеев, и песня была запущена в ротацию. Известна и дата первого исполнения песни на американском радио — 17 декабря. (Вообще, число «17» таинственным образом связано с песней «I Want to Hold Your Hand»: песня была записана 17 октября и было сделано семнадцать дублей). Неофициальная премьера вызвала шквал телефонных звонков радиослушателей. Обычная американская школьница Сэнди Стюарт в интервью Хантеру Дэвису рассказывала, что песня произвела на неё колоссальное впечатление, и, как потом выяснилось, такое же впечатление она произвела на её подружек. Такой ажиотаж заставил руководство Capitol Records пересмотреть первоначальные планы и передвинуть дату выпуска на 26 декабря. Кроме того, если первоначально шли споры по поводу того, не многовато ли для неизвестной иностранной группы первый тираж в 200 тысяч экземпляров, то теперь трём заводам грампластинок было поручено отпечатать к середине января один миллион копий. Фирма также решила потратить на рекламу группы баснословную по тем временам сумму — 50 тысяч долларов.
К 9 января тираж пластинки достигает полумиллиона экземпляров, а 17 января она выходит на первое место хит-парада журнала «Cash Box».

## Структура песни

### Гармония
Песня состоит из двух частей, основная тональность — соль-мажор. Первая часть относительно строго выдержана в рамках основной тональности, однако последовательность аккордов нестандартна. Во второй части наблюдается модуляция в тональность четвёртой ступени (в данном случае — до-мажор) — характерный скачок на вторую ступень. Приём был впервые использован The Beatles в песне «From Me to You». Из более поздних примеров можно привести песню «The Night Before».

### Инструментальная часть
Смена частей происходит весьма эффектно. По сравнению с накалом первой, вторая часть звучит умиротворённо. Помимо вышеуказанной модуляции контраст подчёркивается иным инструментальным решением. Пол начинает играть на басу интервалами, Джордж ведёт гармонию перебором, а Ринго смыкает свой хай-хэт и его партия звучит более собранно.